# Franck Poirrier
Franck Poirrier, né en 1959, est un ingénieur général de l'Armement et un chef d'industrie français,. Il était président directeur général de Sodern, membre du comité directeur du groupement des équipementiers (GEAD) du GIFAS et représentant des équipementiers spatiaux français auprès du COSPACE (comité ministériel de coordination sur l'espace). 
Il a dirigé l'activité spatiale de la direction générale de l'Armement de 1995 à 1998, puis a contribué à la réorganisation de l'industrie spatiale européenne à travers la création du groupe EADS, dont il a été l'un des architectes en participant aux fusions d'Aérospatiale, Matra et DASA. Par la suite, il fut chargé de conduire le projet de réorganisation des activités spatiales du groupe EADS aboutissant à la création d'EADS Space.
Franck Poirrier est officier de la Légion d'honneur et chevalier de l'ordre national du mérite.

## Biographie
Polytechnicien (promotion 1979), Franck Poirrier a commencé sa carrière au centre d'essais des Landes de la direction générale de l'Armement. En 1992, il est nommé directeur de cabinet du directeur des missiles et de l'espace, avant de prendre en 1995 la direction du groupe espace-satellites de la DGA, supervisant les programmes spatiaux de Défense. 
En 1998, il rejoint le groupe Aérospatiale en tant que directeur des lanceurs et participe aux fusions aboutissant à la création du groupe EADS en 2000. De 2000 à 2004, il réorganise les actifs spatiaux du groupe, et devient secrétaire général d'EADS Space,. 
En 2004, il devient président directeur général de Sodern,.